# Eve teasing
Eve teasing est un euphémisme qui désigne le harcèlement sexuel ou l'agression sexuelle des femmes par les hommes en Asie du Sud, et notamment en Inde, au Pakistan, au Bangladesh et au Népal. La Commission nationale pour les femmes en Inde a suggéré d'utiliser un autre terme pour désigner le problème car le nom « Eve », utilisé en référence à l'histoire de la création dans la Bible et à la nature supposée tentatrice de la femme, transfère la responsabilité sur la victime. 

## Histoire
Dans les années 1970, de plus en plus de femmes vont à l'université et travaillent de manière indépendante et ne sont plus accompagnées d'une escorte mâle lors de leur déplacement, comme c'était la norme jusque-là. Le problème de l'Eve teasing prend alors des proportions alarmantes, attirant l'attention du public et des médias. Le gouvernement indien doit prendre des mesures judiciaires et répressives pour tenter de juguler la pratique. Des efforts sont faits pour sensibiliser la police et des femmes en uniformes sont déployées. Dans certains États, des helplines dédiées sont mises en place, des femmes recrutées dans les postes de police et des cellules spéciales créées.  
Durant la même période, on assiste à une libération de la parole des femmes, à la croissance du nombre de plaintes déposées et à la multiplication des organisations de défense de femmes. Mais la gravité des incidents augmente parallèlement conduisant dans certains cas à des agressions au vitriol. En 1984, après des années de lobbying, un projet de loi est voté pour protéger les femmes : The Delhi Prohibition of Eve-teasing Bill.
La mort en 1998 de Sarika Shah, une étudiante à Chennai, résulte dans la promulgation de lois plus sévères pour contrer le problème en Asie du Sud. Mais les femmes qui osent dénoncer leur tortionnaire sont stigmatisées comme P.E. Usha, une employée de l'Université de Calcutta, harcelée sexuellement dans un bus et dont la détermination à dénoncer son agresseur lui a couté son mari et l'opprobre de la communauté. La majorité des cas ne sont pas dénoncés par peur des représailles ou par honte. 
Dans certains cas, la police relâche le coupable après une humiliation publique comme l'adoption de la position du murga (en). En 2008, une cour de Delhi condamne un jeune de 19 ans reconnu coupable d'Eve teasing à distribuer cinq cents tracts à la sortie des écoles détaillant les conséquences d'une conduite indécente.

## Culture populaire

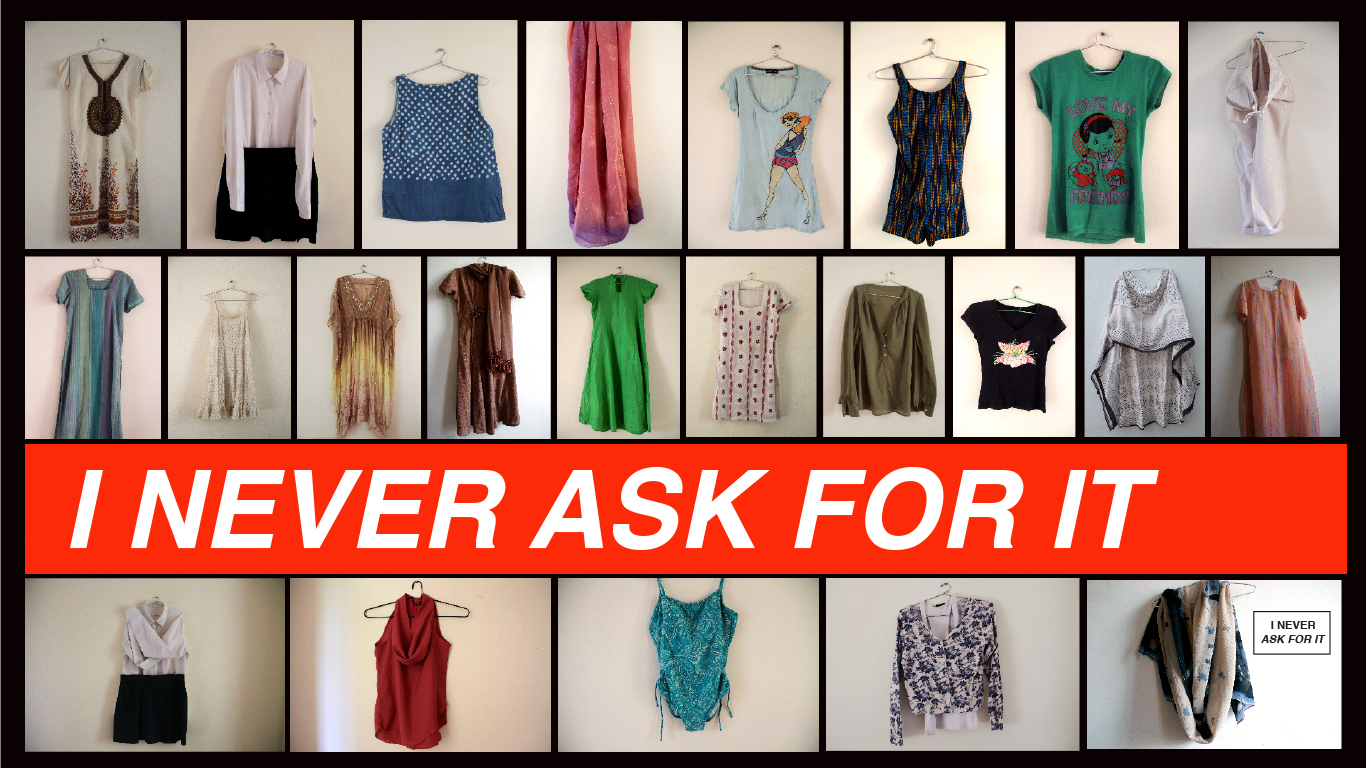
Campagne « I Never Ask for It », organisée par Blank Noise, contre l'Eve teasing

Certaines représentations du cinéma indien dépeignent l'Eve teasing comme le début d'un flirt, l'accompagnant de chansons et dances, qui conduisent invariablement l'héroïne à se soumettre aux avances du héros à la fin de la chanson. Les jeunes gens sont alors influencés par cette vision romancée du harcèlement.
D'autres cependant abordent le problème d'une manière plus réaliste, notamment à la télévision indienne dans des soaps comme Savdhaan India ou Crime Patrol. 

## Législation
Même si la loi indienne n'utilise pas le terme d'Eve teasing, les victimes déposent plainte en recourant à la section 294 du code pénal indien, qui condamne un homme déclaré coupable de gestes obscènes ou remarques déplacées envers une femme à trois mois de prison maximum. La section 292 stipule que montrer de la pornographie ou des images obscènes à une femme peut conduire à une amende de 2'000 roupies et deux ans d'emprisonnement qui peuvent monter à 5'000 roupies et cinq ans en cas de récidive. Dans la section 509, les gestes obscènes, langage corporel indécent, commentaires négatifs ou exhibition d'un objet qui empiète sur la sphère privée d'une femme peut être puni de prison, d'une amende ou des deux. 

L'amendement de la loi de 2013 du droit pénal introduit un changement dans le code pénal indien et fait du harcèlement sexuel un crime punissable de trois ans d'emprisonnement. Déshabiller une femme sans son consentement, la harceler et utiliser son autorité pour obtenir des faveurs sexuelles deviennent, par exemple, des délits. Et les attaques à l'acide sont punissables de 10 ans de prison voire de la prison à vie.

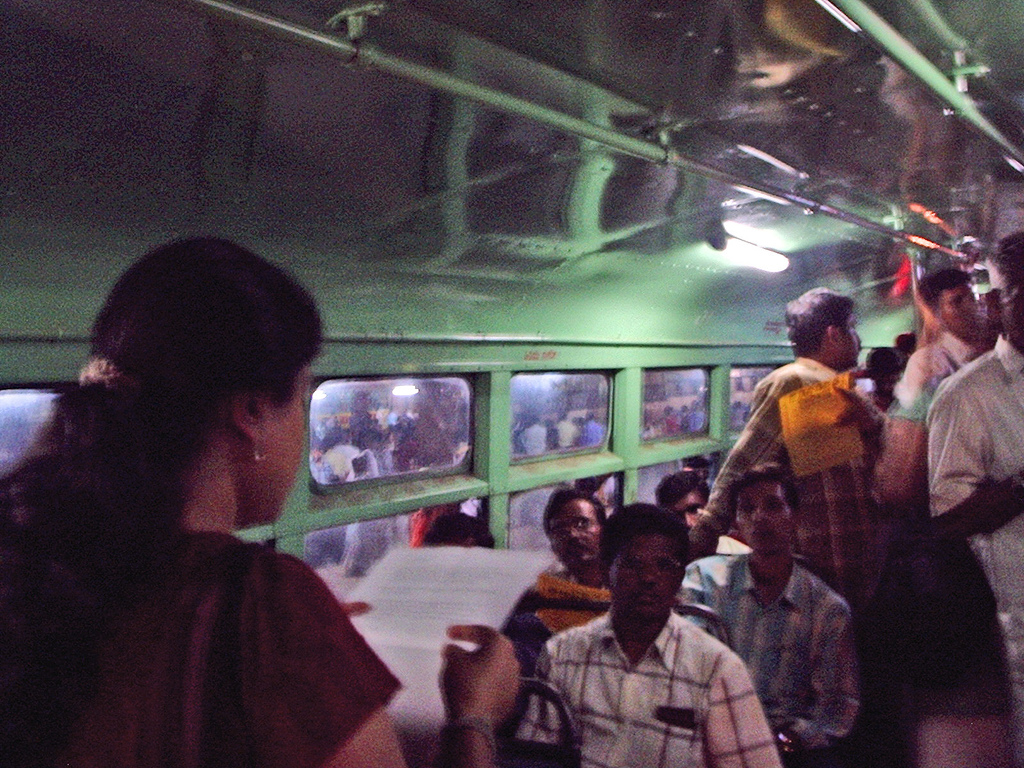
Intervention contre l'Eve teasing dans un bus menée par The Blank Noise Project.

En 2013, le parlement indien ratifie également une loi contre le harcèlement des femmes au travail. 

## Campagnes de prévention
Après la multiplication alarmante des cas d'Eve teasing dans les années 2000, Nirbhaya Karnataka ("Karnataka sans peur"), une coalition d'individus et d'associations dont Alternative Law Forum, Blank Noise, Maraa, Samvada and Vimochana, organisent des campagnes publiques de sensibilisation comme Take Back the Night ou The Blank Noise Project. 
Delhi est l'une des villes la plus dangereuse pour les femmes en Inde. À Bombay, des compartiments de train (Ladies special) sont réservés aux femmes pour leur permettre de voyager sans crainte d'être agressée. Dans de nombreuses villes, comme dans le métro de Delhi, de tels wagons sont aujourd'hui disponibles.    